# Lauroppia fallax
Lauroppia fallax är en kvalsterart som först beskrevs av Paoli 1908.  Lauroppia fallax ingår i släktet Lauroppia och familjen Oppiidae. Inga underarter finns listade i Catalogue of Life.